# State Bank of India
La State Bank of India (SBI) est la première banque indienne pour ce qui est du revenu et de la capitalisation. C'est une banque publique détenue par l'état fédéral indien, son siège est situé à Bombay. En 2014-2015, elle possédait près de 14 000 agences.

## Historique
L'histoire de la State Bank of India remonte à 1921 avec la fusion de Bank of Madras et Bank of Calcutta pour créer Imperial Bank of India. Imperial Bank of India est en 1956 renommée State Bank of India
En août 2016, State Bank of India annonce la fusion de ses activités avec 5 banques publiques associées : State Banks of Bikaner & Jaipur (SBBJ), State Bank of Travancore (SBT), State Bank of Patiala (SBP), State Bank of Hyderabad (SBH) et State Bank of Mysore (SBM), ainsi qu'avec Bhartiya Mahila Bank, une banque publique indienne, créée en 2013 et destinée principalement aux femmes. Cette fusion fait augmenter le nombre d'actifs gérés par State Bank of India de 120 milliards de dollars pour arriver à un total de 447 milliards de dollars d'actifs. State Bank of India à la suite de cette opération aura 270 000 employés, 58 000 distributeurs de billets et 24 000 agences, alors qu'elle possédait que 16 500 agences avant cette opération.
En mars 2020, State Bank of India annonce la prise d'une participation de 49 % dans Yes Bank, qui a été placé sous le contrôle de la banque centrale après des difficultés financières.